# گوانانیکو
گوانانیکو (به لاتین: Guananico) یک منطقهٔ مسکونی در جمهوری دومینیکن است که در استان پوئرتو پلاتا واقع شده‌است. گوانانیکو ۵۷٫۳۲ کیلومتر مربع مساحت و ۸٬۹۵۴ نفر جمعیت دارد.